# Canan Kaftancıoğlu

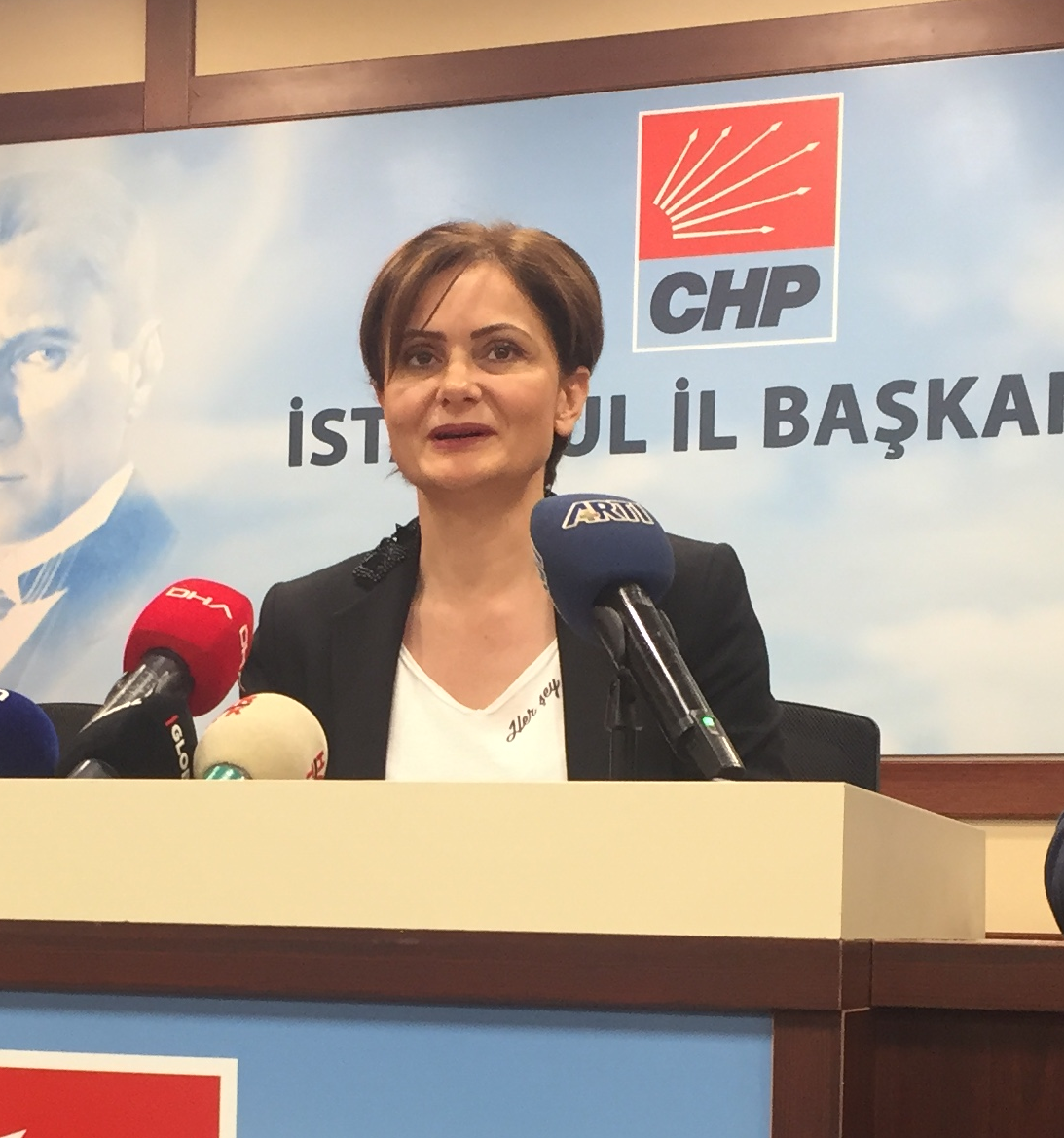
Canan Kaftancıoğlu

Canan Kaftancıoğlu (geboren am 3. Februar 1972 in der Provinz Ordu am Schwarzen Meer) ist eine türkische Ärztin und Politikerin. Sie ist derzeit Istanbuler Vorsitzende der  Cumhuriyet Halk Partisi (Republikanische Volkspartei, kurz CHP).
Die 37. Große Strafkammer in Istanbul verurteilte sie Anfang September 2019 zu einer langjährigen Freiheitsstrafe. Das oberste Revisionsgericht, der Kassationshof, bestätigte am 12. Mai 2022 die Verurteilung von Kaftancıoğlu, reduzierte die Strafe aber auf 4 Jahre, 11 Monate und 20 Tage Gefängnis; sie darf sich damit rund 5 Jahre lang nicht politisch betätigen.

## Laufbahn
Canan Kaftancıoğlu absolvierte 1995 ein Medizinstudium in Istanbul. Nach dem Studium arbeitete sie als Ärztin in der Notaufnahme des staatlichen Krankenhauses in Sivas. Ihre Facharztausbildung im Bereich Gerichtsmedizin machte sie ab dem Jahr 1997 an der Gerichtsmedizinischen Fakultät der Universität Istanbul. Ihre Doktorarbeit ist Folterfällen der 1990er-Jahre gewidmet. Sie heiratete Ali Naki Kaftancıoğlu, auch er ein Arzt, dessen Vater, der Schriftsteller Ümit Kaftancıoğlu, 1980 erschossen worden war. Das Paar hat eine Tochter. Canan Kaftancıoğlu ging in die Politik, „weil ich als Ärztin mein Land nicht verändern kann.“
Von 2011 bis 2012 war Kaftancıoğlu eine der Stellvertreter des Provinzvorsitzenden der CHP und verantwortlich für Presse, Kultur und Kommunikation, 2012–2014 wurde sie wiederum stellvertretende Provinzvorsitzende der CHP. 2014 kandidierte sie bei den Kommunalwahlen als Bürgermeisterin von Maltepe. Canan Kaftancıoğlu übernahm am 13. Januar 2018 von Cemal Canpolat des Amt der Provinzparteivorsitzenden in Istanbul. „Die Türkei“, sagte sie Mitte 2018, „ist ein Überraschungsland.“ Damals dachte noch niemand an eine Niederlage der AKP in Istanbul. Canan Kaftancıoğlu gilt als rechte Hand des Istanbuler Bürgermeisters Ekrem İmamoğlu. Sie unterstützte seine Nominierung und sie war an beiden Wahlsiegen im März und Juni 2019 beteiligt. So leitete sie den Wahlkampf bei den Bürgermeisterwahlen im März.
Sogleich nach ihrer Wahl zur Provinzparteivorsitzenden Anfang 2018 erhielt sie Drohungen und wurde im Internet ständig beleidigt. Recep Tayyip Erdoğan bezeichnete sie in einer Fraktionssitzung als Terroristin. Außerdem beschuldigte er ihren Ehemann, Schweinefleisch zu essen. Seither gilt die Politikerin als Erzfeindin des türkischen Präsidenten. Sie kommentierte Erdoğans Aussagen wie folgt: „Ich wurde zum Ziel gemacht.“ Im Mai 2019, kurz nach İmamoğlus erstem Wahlsieg und vor der von Erdoğan erzwungenen Wiederholungswahl, wurde sie wegen Terrorpropaganda, Volksverhetzung, Präsidentenbeleidigung, Beamtenbeleidigung und Verunglimpfung des Staates angeklagt. Der Staatsanwaltschaft forderte bis zu 17 Jahren Haft. Innerhalb ihrer eigenen Partei wurde die Anklage als „Einschüchterungsversuch“ nach der AKP-Niederlage in Istanbul gesehen.
Die Causa wurde vor der 37. Großen Strafkammer in Istanbul verhandelt. Als Beweise wurden 35 Postings aus den Social Media der Jahre 2012 bis 2017 genannt. Auch während des Verfahrens, kurz vor dem Gerichtstermin, wurde sie im Internet geschmäht: „Du wirst zahlen. Man wird dich dorthin bringen, wo Selo ist.“ – gemeint ist Selahattin Demirtaş, ein bekannter Kurdenpolitiker, der seit November 2016 in Edirne einsitzt. Innerhalb der CHP wurde das Gerichtsverfahren gegen die Parteivorsitzende nunmehr als „Racheakt“ für den zweifachen Sieg in Istanbul angesehen.
So hatte ein Parteifreund Kaftancioglus, Suat Özçağdaş, das Haus des präsidentiellen Medien- und Kommunikationsdirektors Fahrettin Altun im Istanbuler Bezirk Üsküdar fotografiert. Der CHP-Bezirksvorsitzende hatte dokumentiert, dass der Bau von Altuns Haus ohne Baugenehmigung erfolgte. Kaftancioglu stellte sich auf Twitter auf die Seite von Özçağdaş und schrieb dort: „Sie werden bald in ihrer Unmoral und ihren Lügen ertrinken. Özçağdaş hat nur seine Pflicht erfüllt, eine Kontrolle durchgeführt und die Anweisungen der Partei befolgt, weil der Bau verboten ist, und er wird es wieder tun. Diejenigen, die etwas zu verbergen haben, machen Panik. Bleibt ruhig, Jungs.“ Aus der Solidaritätsbekundung konstruierte der Staatsanwalt eine „Anstiftung zur Straftat“ und „Verherrlichung einer Straftat“.
Erdoğan nannte Kaftancıoğlu, die sich mit den Protestierenden während der Bosporus-Universität-Proteste solidarisiert hatte, eine „militante Terroristin der DHKP-C“. Daraufhin erstattete sie Strafanzeige gegen den Präsidenten.
Im September 2019 wurde sie zu fast 10 Jahren Gefängnis wegen früherer Äußerungen bei ihrer politischen Tätigkeit verurteilt, ging aber in Berufung. Am 12. Mai 2022 wurde Canan Kaftancıoğlu vom Kassationsgerichtshof wegen Beleidigung eines Amtsträgers in Ausübung seines Amtes, öffentlicher Beleidigung des Staates der Republik Türkei und Beleidigung des Staatspräsidenten verurteilt und die Haftstrafe auf 4 Jahre, 11 Monate und 20 Tagen reduziert. Außerdem wurde sie mit einem Politikverbot belegt. Die Haft muss sie nicht antreten, jedoch durfte sie weder bei den Parlaments- noch bei den Präsidentschaftswahlen im Jahr 2023 kandidieren.
Nach dem Urteil rief der CHP-Vorsitzende Kemal Kılıçdaroğlu auf seinem Social-Media-Account alle Abgeordneten seiner Partei zum CHP-Landesvorsitz in Istanbul auf. Nach seiner Ankündigung machte sich Kılıçdaroğlu auf den Weg zum Istanbuler Landesvorsitz und hielt eine Rede. Am 1. Juni 2022 wurde sie kurzfristig in Silivri inhaftiert, kam aber am selben Tag wieder frei.
Nach der Verhängung eines Politikverbots wurde Kaftancıoğlu im Juni 2022 gegen ihren Willen per Gerichtsurteil aus der CHP ausgeschlossen.

## Beiträge zu folgenden Büchern
- Müge Tuzcuoğlu: İstenmeyen Çocuklar Roboski Katliamını Hatırlamak ve Hatırlatmak ZAROKÊN NEXWESTÎ Xebata Bîrîranin û Bibîrxistina Komkujiya Roboski. İletişim Yayınları, Istanbul 2014
- Eren Aysan: Bir Eflatun Ölüm - Behçet Aysan Kitabı., um:ag Yayınları,  Ankara 2013